# Tarma (província)
Tarma é uma província do Peru localizada na região de Junín. Sua capital é a cidade de Tarma.

## Distritos da província
- Acobamba
- Huaricolca
- Huasahuasi
- La Unión
- Palca
- Palcamayo
- San Pedro de Cajas
- Tapo
- Tarma